# Mi-26直升机
米-26直升机（俄语：Ми-26）是一款多用途重型直升飞机，也是当今服役中最重、最大的直升机，由苏联米尔莫斯科直升机工厂（原米爾实验设计局）设计。该机的机舱载重和舱外負重均可达20吨，与美国C-130大力士型运输机载重量相当，北约代號為“光晕”（Halo）。该机于1970年代开始研制，1977年12月第一架原型机首飞，1981年6月在巴黎航展展出，1985年通过苏联国家驗證，1985年量产，1986年出口外销，售价1020万美元。“米-26”投产后，有多款改良型机种，如：米-26A、米-26T、米-26P及米-26M等。目前，“米-26”系列机型的制造商为俄罗斯罗斯托夫直升机联合股份公司。
“米-26”直升机除作为军事用途之外，其民用功能也相当廣泛，可用作森林消防、自然灾害救援等工作。2008年5月，中华人民共和国在汶川大地震的救援，就频繁使用该机吊运大型工程设备到灾区進行堰塞湖的挖掘、疏浚工程，在预防灾害方面发挥了重要作用。“米-26”还是联合国执行维和任务的直升机机种之一。

## 研发历程

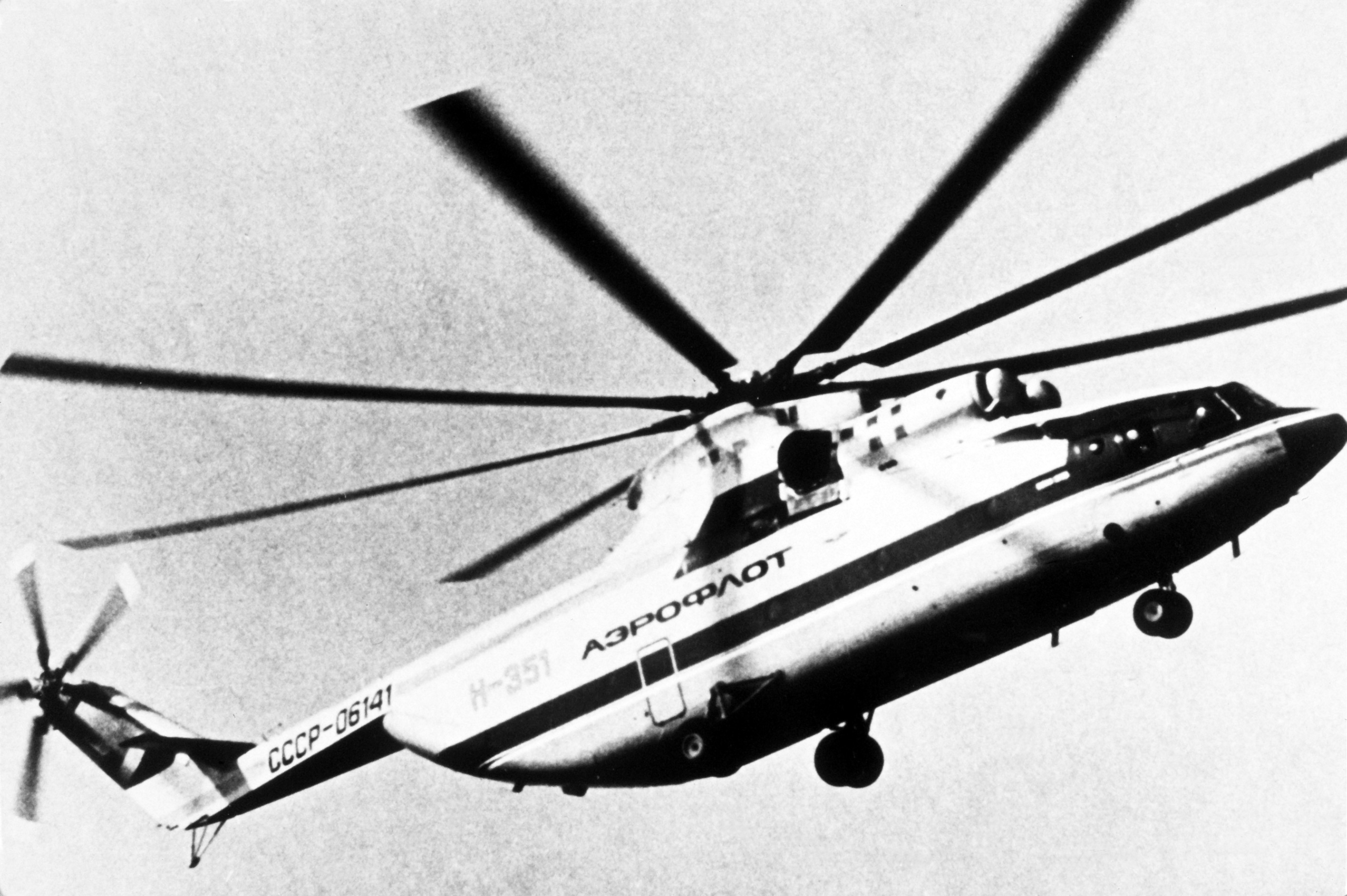
1983年4月1日，飞行中的苏联“Mi-26”直升机

由于苏联在1970年代初期研发“米-12”直升机的效果不理想，于是重新开始研制重型直升机，任务代号为“90计划”，这就是后来的“Mi-26”直升机。这款新机型的设计要求飞机自身重量必须小于其起飞重量的一半，并由米尔设计局创始人米哈伊尔·米尔的学生马纳特·迪歇切科負責设计。
“米-26”以军民兩用的重型直升机为目標，以取代早期的“米-6”和“米-12”重型直升机。新设计的“米-26”机舱载重是“米-6”的两倍，是世界最大和最快的量產重型直升机。苏联建造“米-26”的目的是为运送重达13吨（29,000磅）的两栖装甲运兵车以及协同军用运输机（如“安-22运输机”和“伊尔-76”）将弹道导弹运往偏远地区。
1977年9月14日，“米-26”直升机进行了首飞。1980年10月4日，编号为“01-01”的首架飞机交付使用。在飞机制造期间，有一架即将交货的飞机在测试单引擎着陆时坠毁，但未造成人员伤亡。
1983年，“米-26”的研发工作结束。1985年，飞机开始进入苏联军中服役和商业营运。
“米-26”是第一架旋翼叶片达8片的重型直升机，两台发动机能進行动力互补，即在其中一台动力不足或失效的情況下，另一台发动机则输出更大功率以维持飞机的飞行動力。它的重量只比“米-6”略重一点，却能吊掛20吨（44000磅）的货物，比“米-6”大8吨，是继“米-12”之后，世界第二大和第二重的直升机，為目前全球服役中的最大和最重直升机。

## 後續機型
2010年7月，俄罗斯宣布将与中华人民共和国共同研发“米-26”的后续机型(AC332 AHL)。不過項目多次延後，直到2021年，中俄正式簽署合同，開始設計新一代重型直升機，消息稱，這一大型項目的實施週期約為13年左右開始交付，俄方雖然在2022以後面臨全球制裁，不過在2024年據俄方表示，該項目合作進度非常正常。

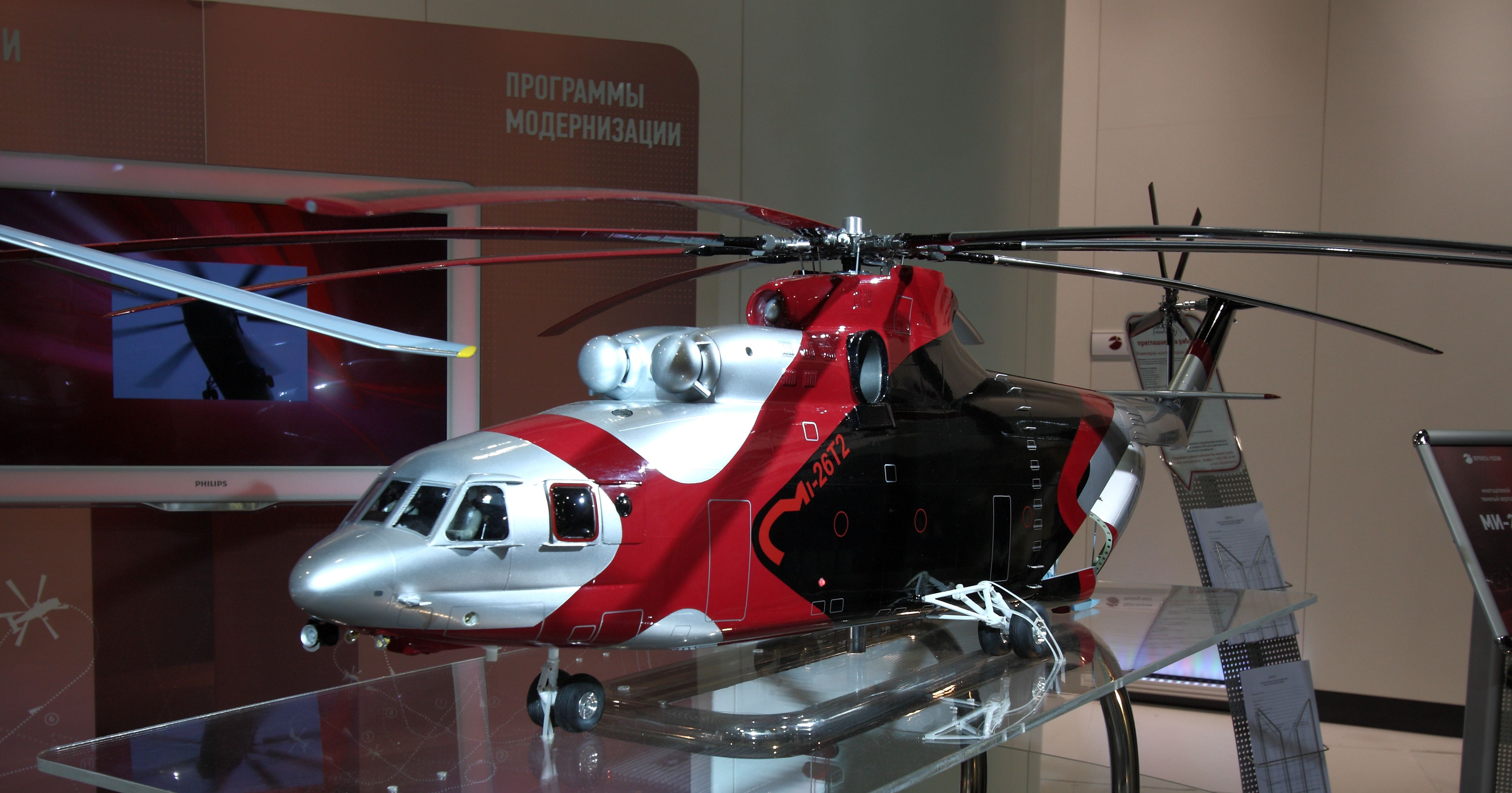
Mi-26T2版模型

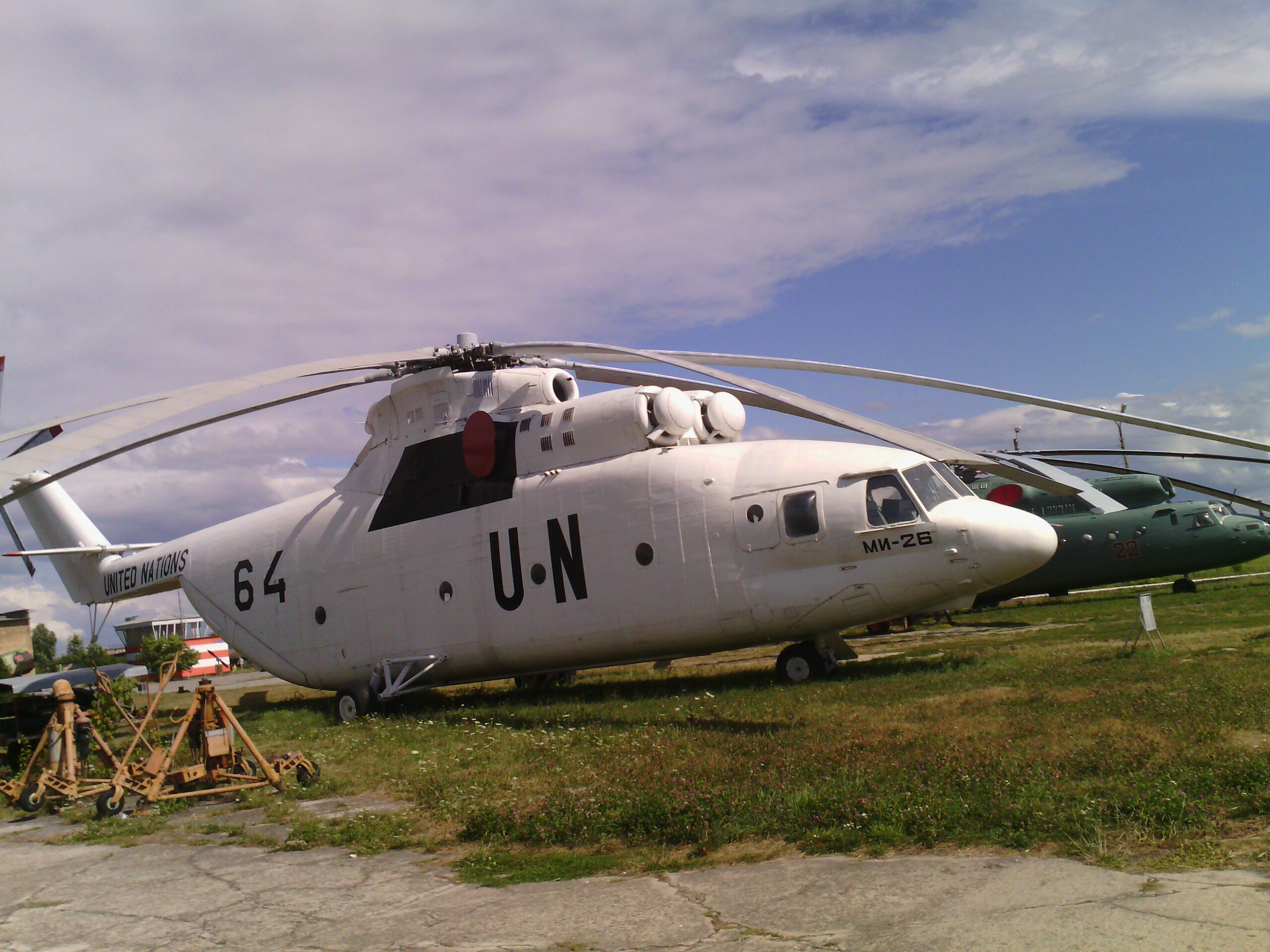
聯合國塗裝機

## 性能
“米-26”机身为全金属铆接，后舱门备有折叠式装卸跳板。机身底部为固定式三点起落架，每个起落架有两个轮胎，前轮可控制转向，主起落架的高度还可作液压调节。“米-26”货舱可装运两辆步兵装甲车和20吨的标准集装箱，如用于人员运输可容纳80名全副武装的士兵或60张担架床及4至5名医护人员。货舱顶部装有导轨并配有两个电动绞车，起吊重量为5吨。“米-26”的飛行性能能满足全天候的需要，如：气象雷达、多普勒系统、地图显示器、水平位置指示器、自动悬停系统、通信导航系统等。它的机载闭路电视摄像仪可对货物装卸和飞行中的货物姿态进行监察。

### 发动机
该机使用了两台涡轮轴发动机，安装在驾驶舱上方，由乌克兰扎波罗日“进步”机器制造设计局研发制造。发动机采用电加热和热空气兼备的双防冰装置，以适应严寒地区飞行。为防止单一发动机发生故障，飞机装备了保持旋翼转速的穩定系统，当一台发动机出现故障时，另一台则会输出更大的功率，以保持飞机仍可正常飞行。出于防火需要，飞机的发动机舱采用钛合金制造。机内共装有10个油箱，最大载油量为1.2万公升，还可外挂4个副油箱。在机身内部的10个油箱中有两个在发动机上部，另8个在机舱底板下，均采用油泵为每台发动机独立供油。当供油发生故障时，飞机还可以靠重力自行给发动机供油。

### 旋翼
旋翼8叶，尾桨5叶。旋翼为铰接构造，带阻尼器，每个旋翼叶片有管状钢质大梁和数十个玻璃钢叶型组件，叶片前缘装有固定的钛合金防蚀条。叶片厚度以桨毂为中心向翼展方向逐渐变薄，后缘有调整片，旋翼桨毂采用钛合金以减轻自身重量。旋翼的传动系统包括“V-26”风扇冷却的主传动系统，旋翼转速为每分钟132转。尾桨由复合材料制成，桨毂为钛合金材质。旋翼和尾桨叶片均装有电加热装置，防止结冰，以适应在高寒地区飞行。“米-26”是迄今为止世界上叶片最多的单旋翼直升机。

### 性能參數

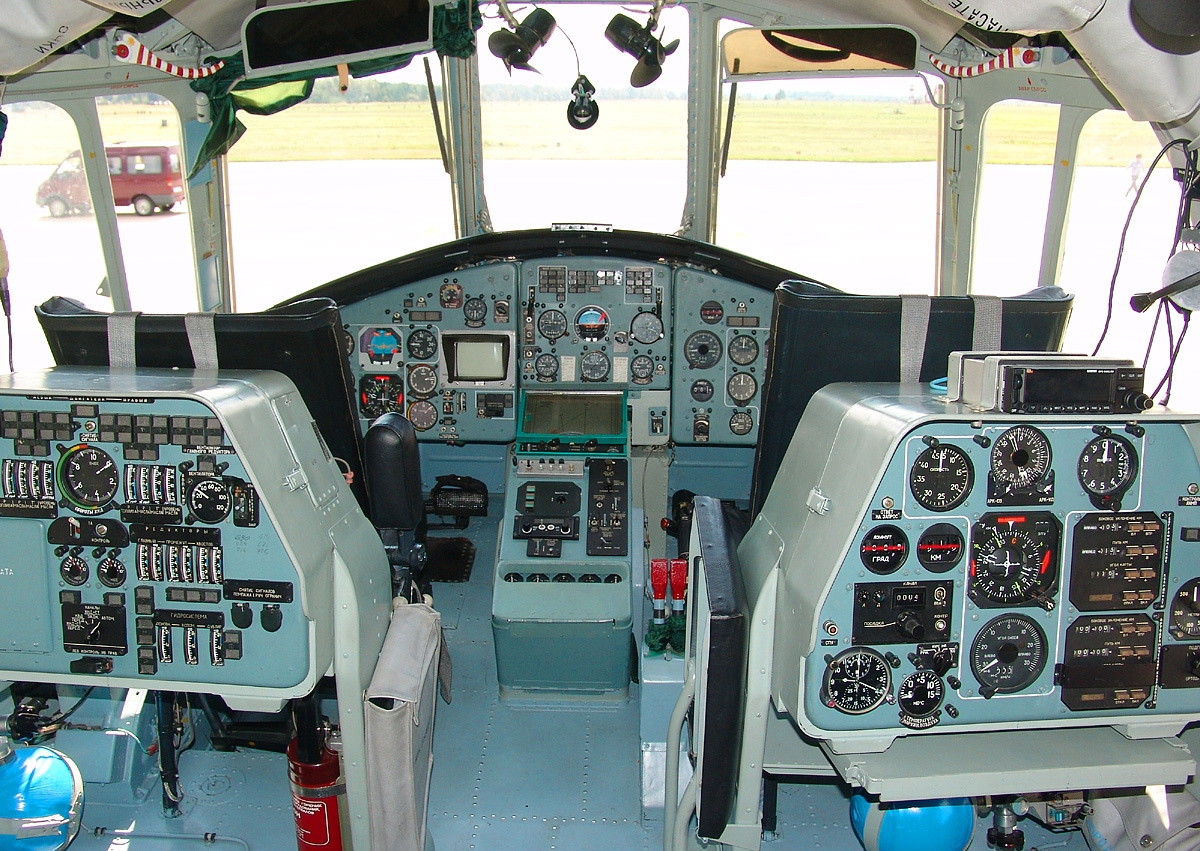
類比版駕駛艙
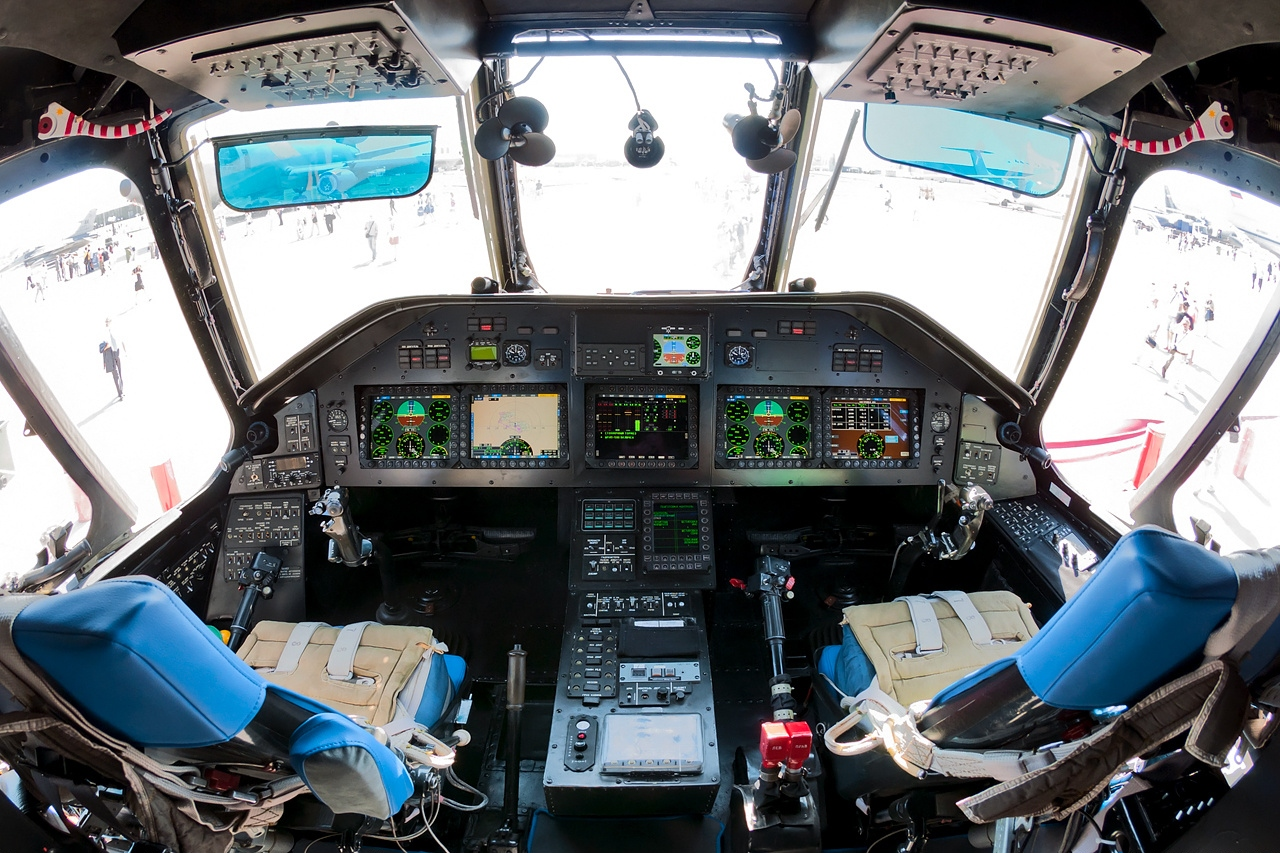
數位版駕駛艙
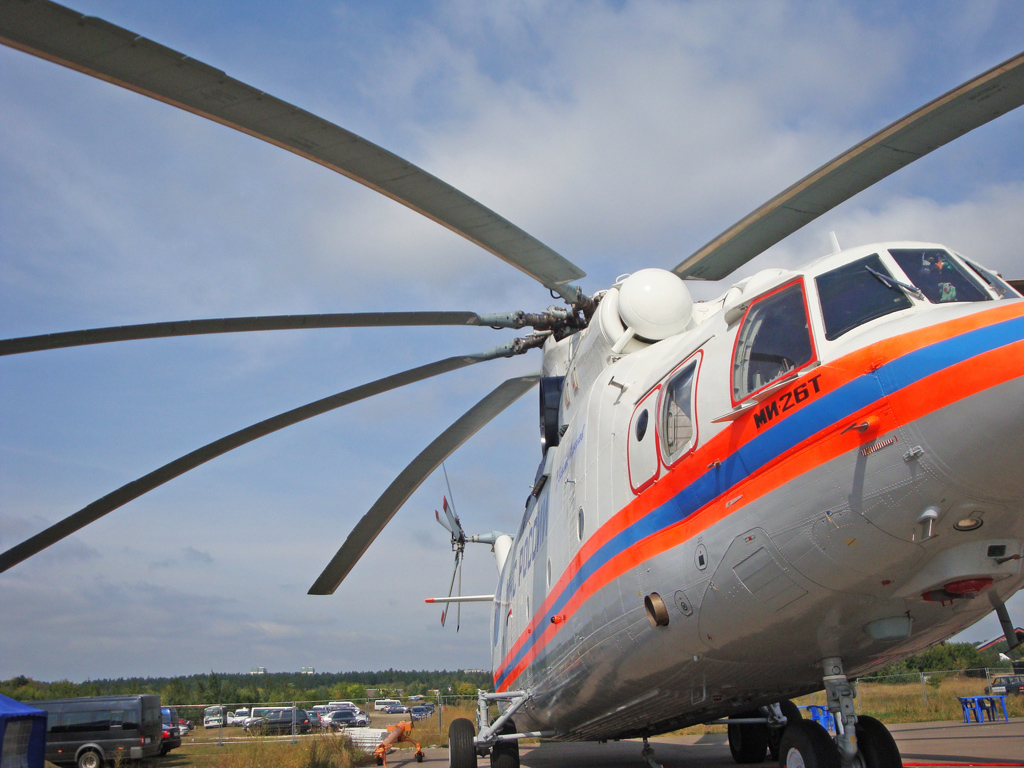
“米-26”硕大的旋翼
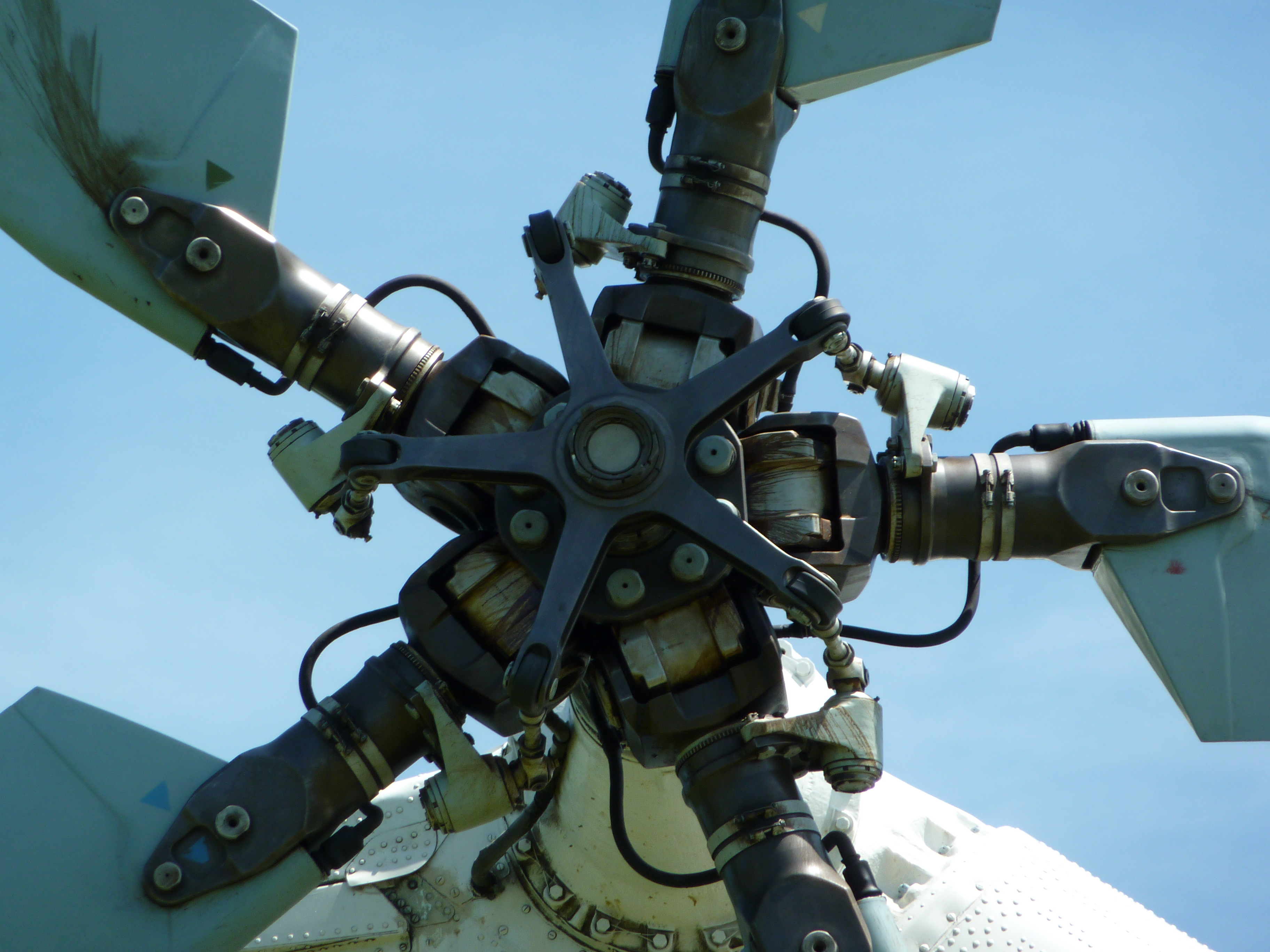
“米-26”尾桨
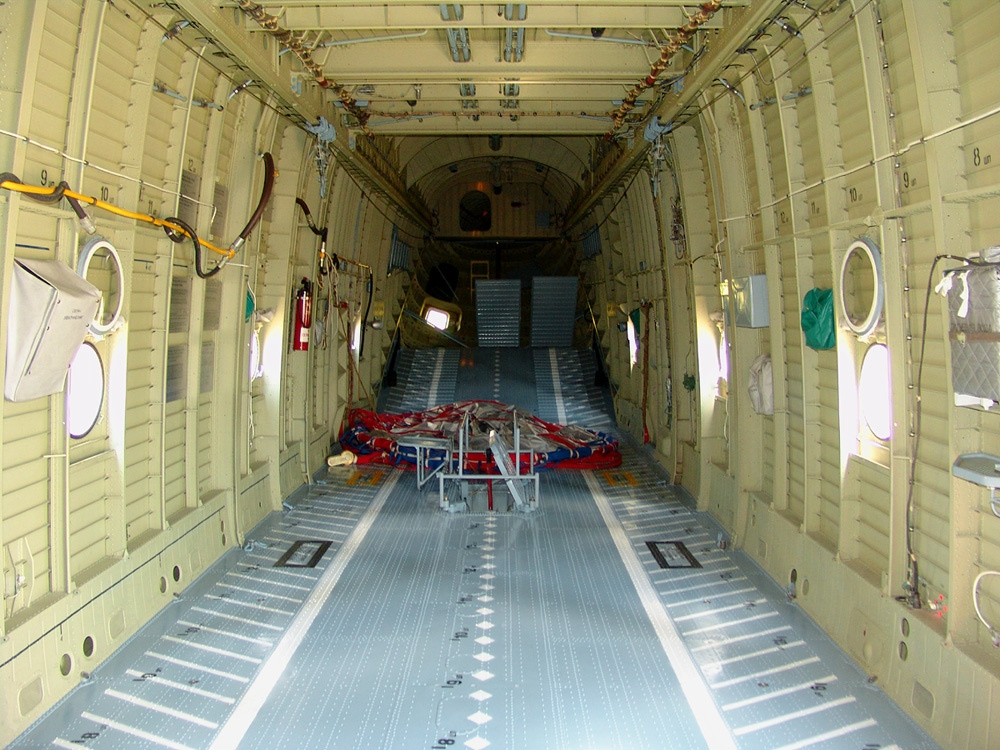
貨艙

参考资料：米爾莫斯科直升機廠、《簡氏世界航空器》（2003–2004）
基本信息
- 机组：5名：駕駛員2名，理貨員、飛行工程師、飛行技師各1名
- 容量：82名乘客[11]

性能
一般特征
- 机组人员： 5 名（2 名飞行员、1 名领航员、1 名飞行工程师、1 名飞行技术员）
- 容量：
  - 90名士兵或60副担架
  - 20,000 公斤（44,000 磅）货物
- 长度： 40.025 米（131 英尺 4 英寸）
- 高度： 8.145米（26英尺9英寸）
- 空重： 28,200 公斤（62,170 磅）
- 毛重： 49,600 公斤（109,349 磅）
- 最大起飞重量： 56,000 公斤（123,459 磅）
- 燃油容量： 12,000 升（3,200 美制加仑；2,600 英制加仑）
- 动力装置： 2 × ZMKB Progress D-136 涡轴发动机，每台 8,500 千瓦（11,400 马力）
- 主旋翼直径： 32米（105英尺0英寸）
- 主旋翼面积： 804.25 平方米（ 8,656.9 平方英尺）
- 叶片部分： 根部： TsAGI 12%；提示： TsAGI 9%

表现
- 最大速度： 295 公里/小时（183 英里/小时、159 节）
- 巡航速度： 255 公里/小时（158 英里/小时、138 节）
- 航程： 500 公里（310 英里，270 海里），载货 7,700 千克（17,000 磅）
- 转场航程： 1,920 公里（1,190 英里，1,040 海里）（带辅助油箱）
- 实用升限： 4,600 米（15,100 英尺）

- 航程：
  - 1,920公里（海面國際標準大氣，帶4個副油箱）
  - 800公里（海面國際標準大氣、最大內部燃油）
  - 590公里（海平面，國際標準大氣，最大內燃油，載荷20噸，5%的余油）
  - 500公里（海拔2500米，國際標準大氣+15℃，載荷7.7噸)。[9]
- 最大懸停高度：有地效2900米，無地效1800米。[11]
- 油箱容積：1.2萬升
- 主輪距：7.17米
- 前主輪距：8.95米
- 起落架輪胎：前輪900×300毫米，後輪1120×450毫米
- 貨艙：長12米，寬3.2米，高2.95～3.17米，容積121立方米

## 机型版本

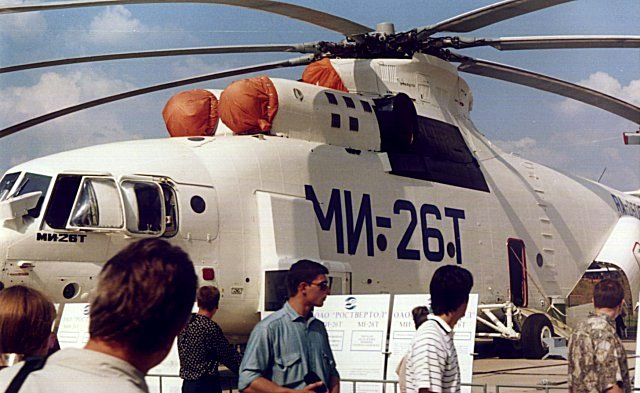
“米-26T”型货运直升机

“米-26”是仍在生产的直升机，自1970年代开发、研制以来，已经有十余款不同版本的机型问世，每个机型都有独特的用途，如消防版的“米-26”，其密封性能优良，在1980年代苏联切尔诺贝利核泄漏事故现场的中心地带，机内人员能避免核辐射威胁，从而安全地执行救援任务。

### “米-26”系列[13]
- 米- 26T：1983年改版军民两用型，增加无线电通信、导航等设备。
- 米- 26A：改进导航和夜间飞行设备
- 米- 26C：加装飞机的高空喷灑系统
- 米- 26PP：增强电子设备，如机载预警控制系统。
- 米- 26L235：增强勘探和机上实验功能。
- 米- 26TZ：油品运输机
- 米- 27：“米-26”的空降版
- 米- 26NEF-M：增强声纳探测
- 米- 26P：增强高纬飞行性能
- 米- 26TM：强化货运功能
- 米- 26PK：强化吊运控制系统
- 米- 26TP：改进消防功能
- 米- 26S：增强救灾、抢险性能
- 米- 26T2：增强驾驶的自动化功能，减少机组人员数量
- 米- 26T2V：能在各种天气下飞行[14]

## 驾驶
“米-26”直升机体积庞大，驾驶复杂。较早时期生产的机型，飞行任务需要5人配合：2名驾驶员，1名飞机工程师、1名领航员和1名理货员，因此，它的驾驶舱也是世界最大的直升机驾驶舱。由于“米-26”驾驶舱的标示为俄文，对不懂俄文的机组人员来说颇为复杂，要有专门的适应性训练。2006年初，俄罗斯罗斯托夫直升机制造公司为委内瑞拉制造的“米-26T2”型对驾驶系统和机载设备作了较大改良，改善了飞机的自动化飛行功能，两名飞行员即可以完成飞行任务。由于“米-26”是世界最大的直升机，驾驶者驾机上天会颇感刺激。

## 惊人的飞行费用
“米-26”的两台发动机耗油量非常大，达每小时2.5吨，约3000公升。耗油量大，其动力亦非常巨大，相当于50辆法拉利跑车的马力总和。伴随巨大的耗油量，“米-26”的飞行成本自然奇高。在中国汶川大地震中，有两架“米-26”直升机参与救援，它的重要任务是运載大型机器到災区進行拯救。据执行设备吊运任务的“米-26”中国飞行员表示，从汶川擂鼓镇吊运挖掘机等设备到堰塞湖作业区，飞行距离为5公里，一次往返大约需要25分钟，按当时每吨燃油7000元人民币计算，吊运一台挖掘机为一次往返，所有费用总计约3万元人民币。另据中国云南电视网报道，2010年初由中国国家林业局调用执行云南大理苍山灭火任务的“米-26”，2.3吨的油料仅够维持它1小时的空中飞行，在当时的消防作业中，每小时飞行总费用达人民币13万元，被称为“油老虎”。

## 服役地区及用途

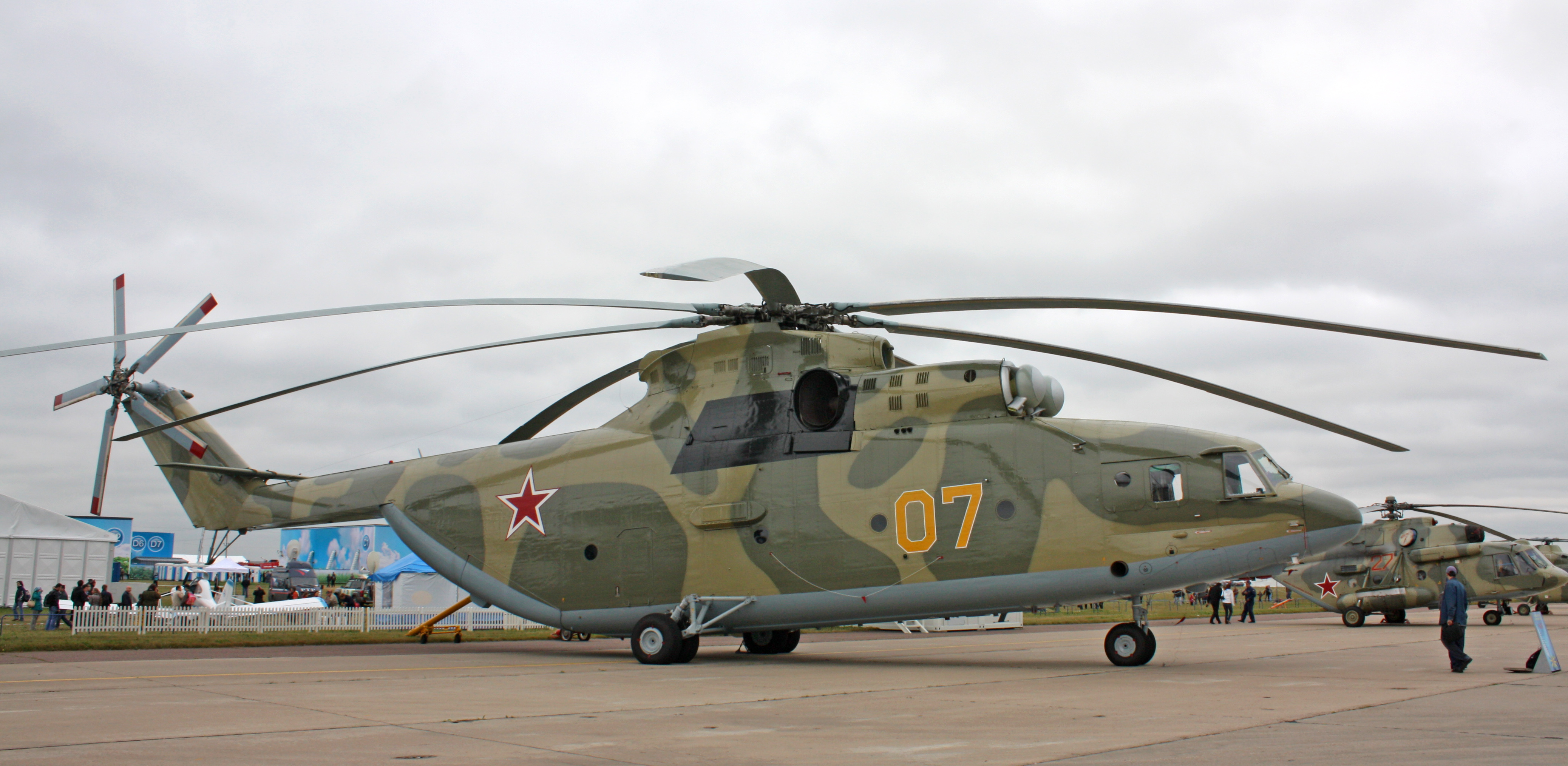
MAKS-2009展示的军用“米-26”直升机（2009年）

### 军事目的
- 白俄羅斯：空军13架（2008年11月）[19]
- 柬埔寨：皇家空军2架（2010年1月）[20]
- 刚果民主共和国：空军1架[19]
- 印度：8架“Mi-26s”型服役于印度空军（2008年11月）[19]
- ：防空部队22架（2008年）
- 墨西哥：空军1架（2008年11月）[19]
- 秘魯：空军1架在役，另有2架或2架以上备用；陆军2架（2008年11月）[19]
- 俄羅斯：空军35架[21]，陆军也有在用机型。
- 乌克兰：陆军25架，空军也有在役机型（2008年）[19]
- 委內瑞拉：空军2架（2008年）[19]
- ：空軍已知4架[22]

### 民航运输

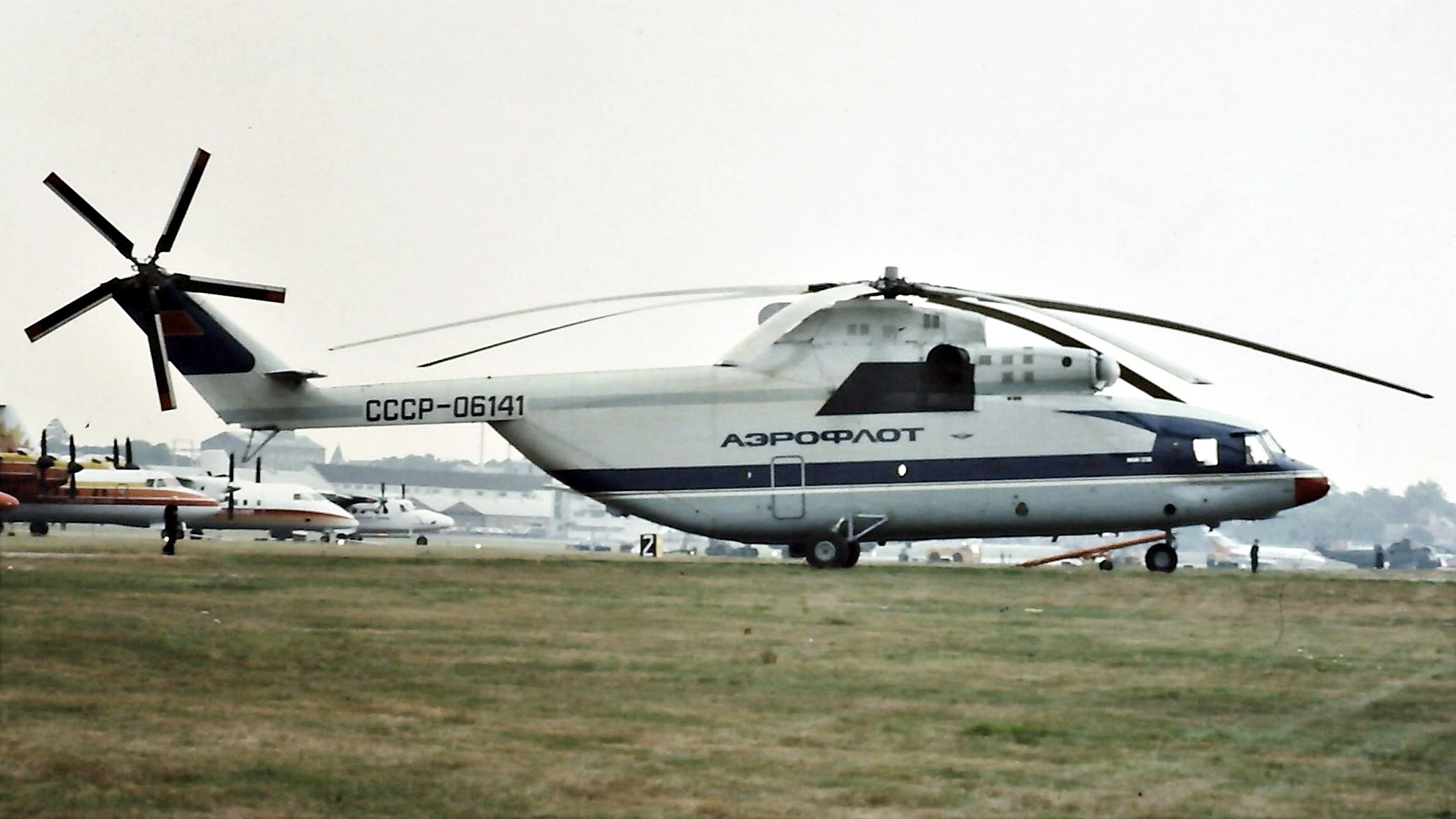
1984年，俄罗斯航空公司在范保罗航展中展示的Mi-26直升机

- 羅馬尼亞：直升机租赁公司运营1架制造于苏联时期的“米-26S型”
- 比利时：斯凯特克公司提供米-26和其它苏联飞机的租赁服务，该公司曾经拥有2架“米-26S型”
- 加拿大：1架
- 中华人民共和国：哈尔滨飞龙专业航空公司运营4架“Mi-26T型”[23]
- 瑞士：1架

另外，希腊、老挝、乌兹别克斯坦、马来西亚、韩国、塞浦路斯、布基纳法索均有米-26直升机用于军事或民航运输。

## 重大事件

### 俄罗斯（苏联）

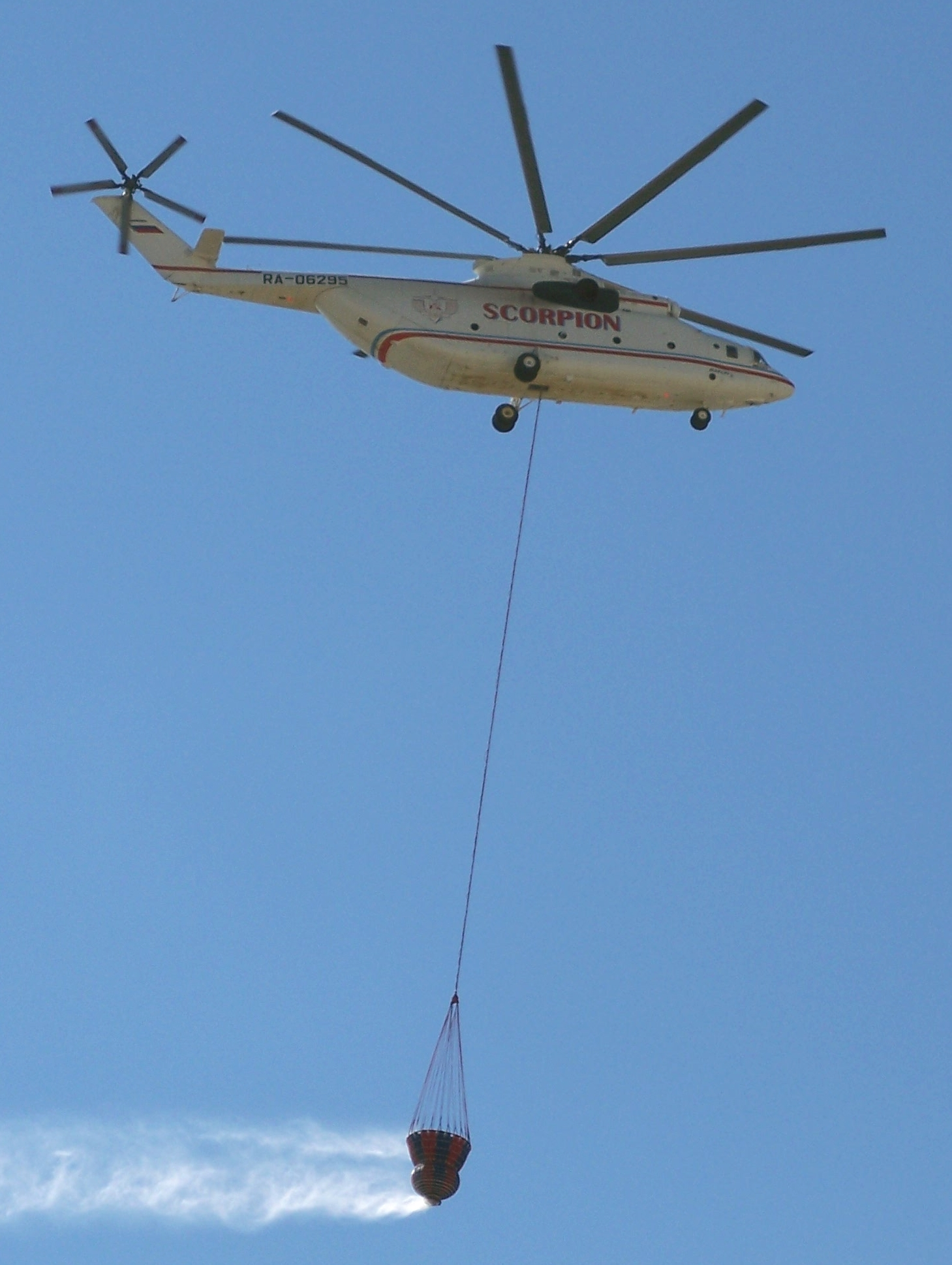
2007年7月，在希腊雅典执行森林灭火任务的“米-26T”直升机

- 苏联切尔诺贝利核事故处置：为处置核泄漏事故，米尔直升机厂紧急设计了一款防核辐射的“米-26S”型直升机，该机型强化了抵御核辐射的机身密封装置，在切尔诺贝利核泄漏现场大派用场。
- 西伯利亚巨型猛犸象冰尸运输：1999年10月，“米-26”直升机承担封冻了2.3万年的猛犸象巨型冰块的运输任务，整个冰块有25吨重，为顺利实施运输，“米-26”不得不回厂拆除飞机上不必要的负重零件，以便安全、可靠地运送这个巨大冰块至目的地。[6]
- 车臣事件：2002年8月19日下午4时50分，一架俄罗斯军方的MI-26直升机在车臣首府格罗兹尼郊外坠毁，由于坠毁地点广布地雷，影响救援效率，造成很大数量的人员伤亡，据俄罗斯副总检察长谢尔盖·弗雷汀斯基在事发后透露，当时的官兵伤亡数字已达数十名[24]。数天后有消息证实，当时飞机上载有147名乘员，114人罹难，其中有3名女军医和一名儿童；英国BBC新闻网在2004年4月29日的新闻稿中报道此次坠机造成127人丧生。国际文传电讯的消息进一步证实飞机是遭地面导弹攻击坠毁的。事后，俄罗斯总统普京宣布2002年8月22日为“米-26”死难者的全国哀悼日。[25][26]

### 中国
2008年5月，中国汶川大地震发生后，中国民航总局下令哈尔滨飞龙专业航空公司的“米-26”直升机飞赴汶川地震灾区参与救灾，同时从俄罗斯临时租用一架。由于地震对地面道路破坏非常严重，参与救援的重型设备很难到达救灾现场，“米-26”则肩负吊运重型设备飞往救灾现场的运输任务，共计吊运推土机、挖掘机、装载机、油罐及集装箱等60余台，吊运总重达800余吨，確保了地震災後的拯救能顺利进行。5月20日，1架“米-26”仅飞行2架次就将一个村的近230名村民疏散到安全地带。2010年7月，中国大兴安岭发生森林大火，“米-26”在执行空中洒水和运送消防员的任务中，表现也非常出色。

### 希腊
2007年6月至8月，希腊发生特大森林大火，俄罗斯政府派出包括6架“米-26”直升机在内的十余架飞机参与希腊灭火救援。

### 阿富汗
2009年7月，一架执行北约人道主义救援任务、隶属摩尔多瓦帕克特斯航空公司（Pectox-Air aviation）的“米-26”直升机在阿富汗赫尔曼省被地面火力击落，造成6名乌克兰机组人员丧生。

## 参阅
- 米尔莫斯科直升机工厂
- CH-47直升機